# Henicolabus giganteus
Henicolabus giganteus is een keversoort uit de familie bladrolkevers (Attelabidae). De wetenschappelijke naam van de soort werd in 1882 gepubliceerd door Faust.